# 教恩寺 (大阪市北区)
教恩寺（きょうおんじ）は、大阪市北区本庄西にある浄土真宗本願寺派の寺院。山号は明鏡山。本尊は阿弥陀如来。「さつき寺」の愛称で親しまれる。

## 歴史
1617年（元和3年）に創建。
1896年（明治29年）から1910年（明治43年）にかけて実施された淀川の改良工事が行われるまでは昂大な境内を誇り、サツキの名所として有名だった。また本堂の壁に描かれた「仏の知恵目」がJR京都線の車窓から見える事でも知られている。

## 交通
- Osaka Metro御堂筋線「中津駅」より徒歩で約15分。